# Pine Hill (Alabama)
Pine Hill is een plaats (town) in de Amerikaanse staat Alabama, en valt bestuurlijk gezien onder Wilcox County.

## Demografie
Bij de volkstelling in 2000 werd het aantal inwoners vastgesteld op 966.
In 2006 is het aantal inwoners door het United States Census Bureau geschat op 920, een daling van 46 (-4,8%).

## Geografie
Volgens het United States Census Bureau beslaat de plaats een oppervlakte van
10,0 km², geheel bestaande uit land. Pine Hill ligt op ongeveer 29 m boven zeeniveau.

## Plaatsen in de nabije omgeving
De onderstaande figuur toont de plaatsen in een straal van 32 km rond Pine Hill.